# Samantha Logic
Samantha Logic (née le 22 octobre 1992 à Racine, Wisconsin) est une joueuse américaine de basket-ball. 

## Biographie
Passée par la Jerome I. Case High School de Mount Pleasant, elle joue en universitaires pour les Hawkeyes de l'Iowa de 2011 à 2015. Elle est nommée en 2015 dans le troisième meilleur cinq NCAA par Associated Press et le premier par l'United States Basketball Writers Association pour ses statistiques de 13,4 points, 7,0 rebonds et 8,1 passes décisives par rencontre dans son année senior.
En carrière, elle cumule 1 546 points (10e de l'histoire de l'université), 922 rebonds (2e) et 898 passes décisives (1re), dont six triple-doubles. Elle est la première joueuse dans l'histoire de la NCAA à cumuler au moins 1 500 points, 800 rebonds, 800 passes décisives, et 200 interceptions.
Elle est également récompensée du Senior CLASS Award 2014-2015 qui récompense les athlètes les plus méritants du point de vue académique.
Elle est sélectionnée au 10e rang de la draft WNBA 2015 par le Dream d'Atlanta, la première de son université depuis Toni Foster en 1997. En juillet 2015, elle est transférée aux Stars de San Antonio contre le seconde tour de la draft WNBA 2016 du Dream alors que ses moyennes étaient de 0,8 point et 0,8 rebond en 5,8 minutes de jeu.
Elle est signée par le club français du COB Calais pour la saison 2015-2016, où elle retrouve son ancienne partenaire des Hawkeyes Bethany Doolittle. Elle est remplacée en février 2016 par sa compatriote Danielle McCray, ses performances étaient jugées décevantes avec 6,7 points à 19,5% de réussite à trois points, 5 passes décisives et 3,9 rebonds.

## Distinctions personnelles
- Big Ten All-Freshman Team (2012[10])
- Academic All-Big Ten (2013, 2014[10])
- Meilleur cinq de la Big Ten (2014, 2015[10])
- Senior CLASS Award (2015)